# Maciej Łagiewski
Maciej Łagiewski (* 8. Mai 1955 in Wrocław) ist ein polnischer Historiker und Museumsdirektor.
Maciej Łagiewski ist Absolvent der Fakultät für Recht und Verwaltung an der Universität Breslau. Im Jahr 2000 wurde er an der Universität Opole zum Doktor der Geisteswissenschaften promoviert.
1991 wurde er Direktor des Historischen Museums und 2000 Direktor von sechs Filialen des Stadtmuseums in Breslau.
Er ist auf die Geschichte von Breslau und Schlesien spezialisiert und hat darüber zahlreiche Werke veröffentlicht.
Maciej Łagiewski wurde im Jahr 1991 mit dem Kulturpreis Schlesien des Landes Niedersachsen, 2002 mit dem Niedersächsischen Verdienstorden 1. Klasse, 2009 mit der Medaille Gloria Artis in Silber und dem Bundesverdienstkreuz, 2012 mit dem Orden Polonia Restituta und im Jahr 2019 mit dem Georg-Dehio-Kulturpreis ausgezeichnet.

## Veröffentlichungen
- Stary Cmentarz Żydowski we Wrocławiu (1986)
- Mosty Wrocławia (1989)
- Macewy mówią (1991)
  -  Das Pantheon der Breslauer Juden. Berlin 1999, ISBN 978-3-87584-884-7
- Herb Wrocławia w architekturze miasta (1992)
- Reise nach Breslau. Spurensuche in der Metropole Schlesiens (1993)
- Wrocławscy Żydzi 1850–1944 (1994)
  - Breslauer Juden 1850-1944. Ein vergessenes Kapitel der Geschichte. Wrocław 2011, ISBN 978-83-89551-70-2
- Wrocław – co warto zobaczyć (1995)
- Wrocław wczoraj (1996)
- Wrocław na starej karcie pocztowej 1897–1938 (1998)
- Wielcy wrocławianie. Galeria popiersi we wrocławskim Ratuszu (2003)